# Norbert Neugebauer
Norbert Neugebauer (Tuzla, 9. lipnja 1917. - Offenbach, 6. svibnja 1992.) bio je hrvatski filmski redatelj, scenarist i crtač stripa njemačkoga porijekla.
Norbert Neugebauer bio je sin fotografa. Između 1938. i 1945. Norbert i njegov mlađi brat Walter Neugebauer vodili su i objavljivali nekoliko časopisa za koje je pisao tekstove za stripove („Vandrokaš”, „Veseli Vandrokaš” i „Zabavnik”). 
Dva brata također su radili animirane filmove u duhu Walt Disneyjeve poetike. Neugebauer je samostalno nacrtao animirane filmove „Gool!” (1952.) i „Lažni kanarinac” (1958.). Od ranih 1960-ih živio je u Njemačkoj, gdje je s bratom radio na stripovima i animiranim filmovima u reklamne svrhe.

## Filmografija
- 1945.: „Svi na izbore”
- 1951.: „Veliki miting” - prvi umjetnički hrvatski crtani film[1]
- 1951.: „Veseli doživljaj”
- 1952.: „Gool!”
- 1958.: „Lažni kanarinac”
- 1958.: „Bušo hrabri izvidnik”
- 1960. - 1962.: „Grička vještica”